# Tanzenberg (Gemeinde Deutsch-Griffen)
Tanzenberg ist eine Ortschaft in der Gemeinde Deutsch-Griffen im Bezirk St. Veit an der Glan in Kärnten. Die Ortschaft hat 39 Einwohner (Stand 1. Jänner 2025).

## Lage

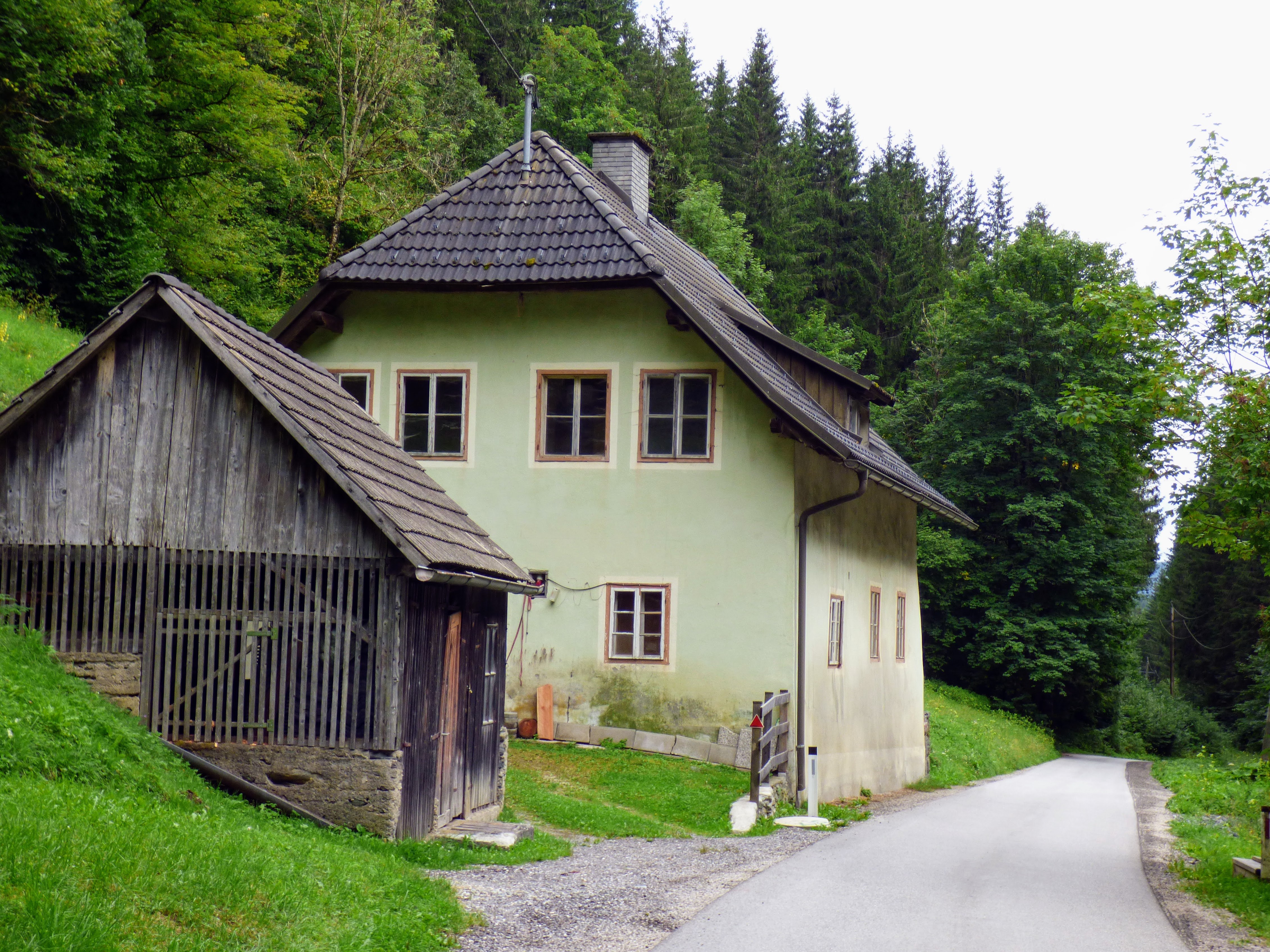
Rautkeusche, Tanzenberg Nr. 12

Tanzenberg liegt etwa 3 km Luftlinie nordnordwestlich des Gemeindehauptorts Deutsch Griffen, am Griffenbach und am Hang sonnseitig links des Bachs.
Zur Ortschaft Tanzenberg gehören am Griffenbach die Häuser Schwarzrock (Nr. 9; daneben die Häuser Nr. 6, 13 und 15), Wasserer (Nr. 10), Kogelnig (Nr. 11; daneben Nr. 5), Rautkeusche (Nr. 12) und Wegscheider (Nr. 17). Etwa 100 Höhenmeter oberhalb liegen die Höfe Passegger (Possegger; Nr. 7) und Leitner (früher Linderer; Nr. 8); Pirker (nördlich vom Leitner) existiert nicht mehr.
Von diesem tiefer gelegenen Teil der Ortschaft Tanzenberg aus lässt sich der Rest der Ortschaft nicht mehr auf direktem Weg, sondern nur über die Ortschaft Sand erreichen: Jener höher gelegene Teil von Tanzenberg umfasst etwa 200 Höhenmeter oberhalb des Griffenbachs den Hof Ulle (Nr. 4), daneben Nr. 18 und die ehemalige Mitterhube, und weitere 50 bis 70 Höhenmeter darüber Haus Nr. 1 und dessen Nachbarn Passler (früher Tanzenberger; Haus Nr. 2) und Stichhaller (früher Hanny; Nr. 3). Der ehemals nordwestlich davon gelegene Wieternyg existiert nicht mehr.

## Geschichte

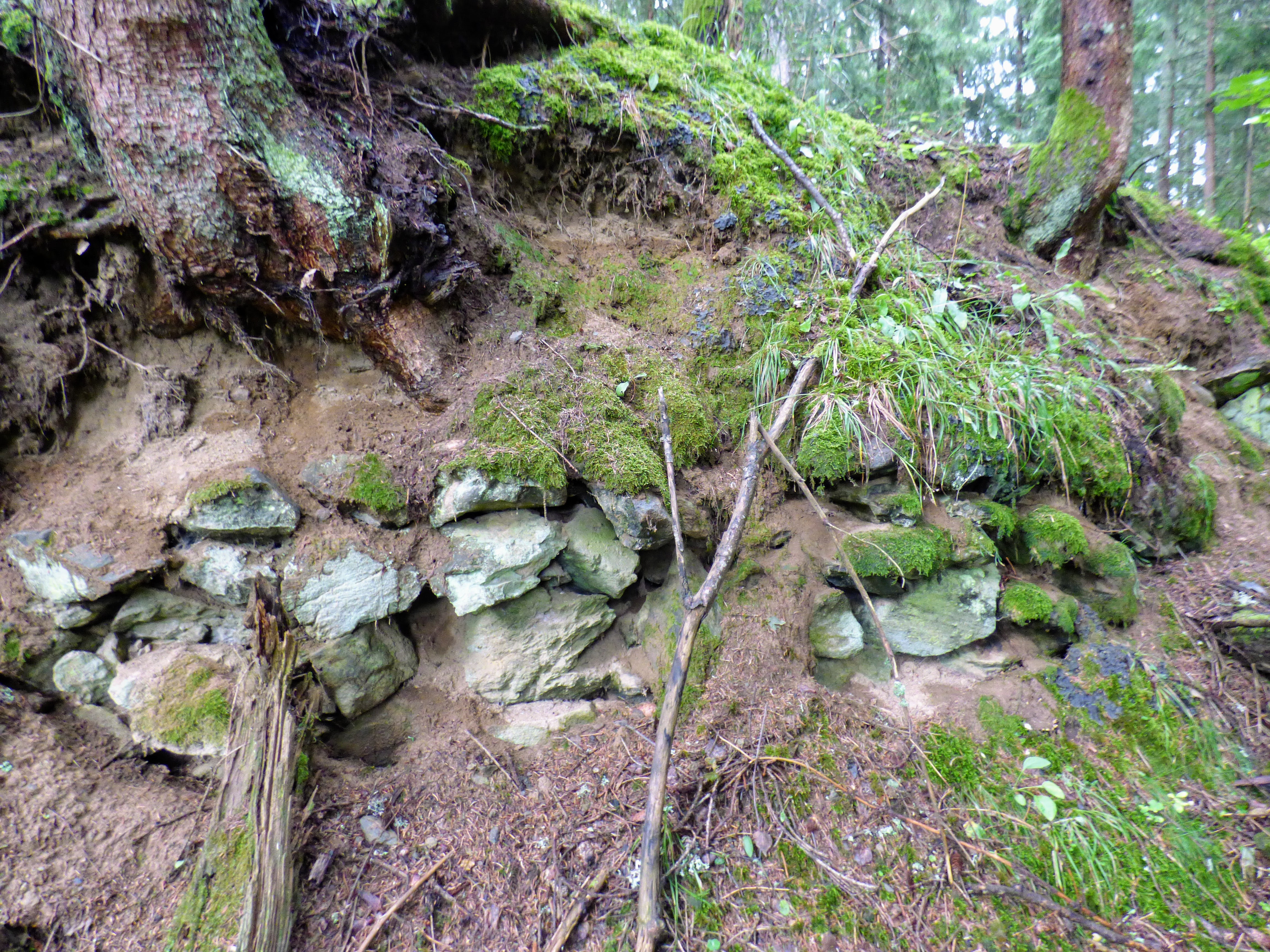
Mauerreste bei Tanzenberg

1285 wird Tanzenberch urkundlich erwähnt. Der Name ist auf den Personennamen Tanzo (Thankmar) zurückzuführen. Um diese Zeit soll es hier eine Burg gegeben haben. 
Ab Gründung der politischen Gemeinden 1850 gehörte Tanzenberg zur Gemeinde Deutsch-Griffen. Bei der Kärntner Gemeindestrukturreform von 1973 kam der Ort an die damals neu errichtete Gemeinde Weitensfeld-Flattnitz, seit deren Auflösung 1991 gehört Tanzenberg wieder zur Gemeinde Deutsch-Griffen.

## Bevölkerungsentwicklung
Für die Ortschaft ermittelte man folgende Einwohnerzahlen:
- 1869: 12 Häuser, 76 Einwohner[3]
- 1880: 13 Häuser, 69 Einwohner[4]
- 1890: 13 Häuser, 91 Einwohner[5]
- 1900: 13 Häuser, 110 Einwohner[6]
- 1910: 16 Häuser, 102 Einwohner[7]
- 1923: 12 Häuser, 63 Einwohner[8]
- 1934: 84 Einwohner[9]
- 1961: 12 Häuser, 79 Einwohner[10]
- 2001: 16 Gebäude (davon 14 mit Hauptwohnsitz) mit 22 Wohnungen und 21 Haushalten; 59 Einwohner und 2 Nebenwohnsitzfälle; 1 Arbeitsstätte, 8 land- und forstwirtschaftliche Betriebe[11]
- 2011: 15 Gebäude, 50 Einwohner, 17 Haushalte, 2 Arbeitsstätten[12]
- 2021: 14 Gebäude, 40 Einwohner, 16 Haushalte, 5 Arbeitsstätten[13]